# Walter Horch
Walter Horch (* 11. Oktober 1952) ist ein ehemaliger deutscher Fußballspieler. Der Defensivspieler spielte zweitklassig für Wormatia Worms in der Regionalliga (47 Spiele, drei Tore) sowie den KSV Hessen Kassel in der 2. Bundesliga (157 Spiele, elf Tore).

## Sportlicher Werdegang
Horch spielte in der Jugend bei Kickers Offenbach, für deren Reservemannschaft er Anfang der 1970er Jahre im Erwachsenenbereich debütierte. 1972 wechselte er zu Wormatia Worms in die seinerzeit zweitklassige Regionalliga, wo er mit den neben ihm verpflichteten Klaus Rieger, Bernd Fetkenheuer und Heinz de Haas vor allem die Defensive stärkte. In der Spielzeit 1973/74 erreichte er mit der Mannschaft als Tabellensechster die Qualifikation zur 2. Bundesliga. Dabei hatte der Klub beinahe die Teilnahme verpasst: nach dem letzten Saisonspiel lagen die Wormser in der Fünfjahreswertung auf dem achten Rang – und damit außerhalb der sieben Qualifikationsplätze für die neue zweite Liga. Wenige Tage später kam es jedoch zwischen dem Tabellenführer 1. FC Saarbrücken und dem Zweitplatzierten Borussia Neunkirchen am letzten Spieltag zum Meisterschaftsduell, bei dem die Saarbrücker ihre einzige Heimniederlage erlitten und mit der Vizemeisterschaft in der Fünfjahreswertung auch hinter die Wormatia abrutschten.
Horch verließ die Wormatia, da er sich unter den Trainern Otmar Calder und Radoslav Momirski nicht dauerhaft hatte durchsetzen können. Er wechselte zum FC Hanau 93 in der Hessenliga, mit dem er nach der Spielzeit 1974/75 jedoch  als Tabellenvorletzter aus der Drittklassigkeit abstieg. Daraufhin wechselte er zu Eintracht Frankfurt und spielte dort die folgenden drei Jahre. Als Vizemeister hinter Hanau 93 in der Spielzeit 1977/78 qualifizierte sich die Eintracht-Reserve mit Horch für die deutsche Amateurmeisterschaft 1978, in der sie erst im Halbfinale am ESV Ingolstadt-Ringsee scheiterte.
Im Sommer 1978 wechselte Horch zum KSV Hessen Kassel, mit dem er nach einer Vizemeisterschaft am Ende der Spielzeit 1979/80 als Hessenmeister an der Seite von Klaus Zaczyk, Helmut Hampl, Armin Hofmann, Gerhard Grau und Bernd Sturm in die 2. Bundesliga aufstieg. Zudem spielte der Klub in der deutschen Amateurmeisterschaft 1980, wurde aber im Halbfinale von der Amateurmannschaft des VfB Stuttgart u. a. mit einer 0:11-Auswärtsniederlage deklassiert. In der Zweitliga-Spielzeit 1980/81 schaffte die Mannschaft mit dem vierten Tabellenrang das vor Saisonbeginn nahezu Undenkbare, den Einzug in die eingleisige 2. Bundesliga. In den folgenden Jahren gehörte die Mannschaft um Libero Horch zu den Spitzenmannschaften in der 2. Bundesliga; drei Mal stand sie bis 1985 auf dem vierten Platz und verpasste somit die Relegationsspiele zum Oberhaus nur knapp. Dabei war Horch unumstrittener Stammspieler, einzig in der Spielzeit 1982/83 kam er verletzungsbedingt nur zu neun Ligaspielen. In der Spielzeit 1984/85 stand er mit der Mannschaft bis kurz vor Saisonende an der Tabellenspitze. Am vorletzten Spieltag kam es zum Duell mit dem Tabellenzweiten Hannover 96, dabei schied Horch aufgrund einer Verletzung frühzeitig aus dem Spiel. Trotz zwischenzeitlicher 2:0-Führung reichte es nur zu einem 2:2-Remis, so dass die Entscheidung um den Aufstieg vertagt wurde. Auch im abschließenden Saisonspiel beim 1. FC Nürnberg fiel er aus – mit einem 2:0-Erfolg zog der „Club“ vorbei und wurde Zweitligameister, die ebenfalls siegreichen Hannover 96 und 1. FC Saarbrücken verdrängten zudem die Nordhessen auf den vierten Platz. Unterdessen erwies sich die Verletzung Horchs als so schwer, dass er vorzeitig seine höherklassige Karriere beenden musste.
Hauptberuflich war Horch als Versicherungskaufmann für die R+V Versicherung tätig.